# Cody Kasch
Cody Reed Kasch amerykański aktor, ur. 21 sierpnia 1987 w Camarillo w Kalifornii w USA.

## Filmografia
- 2006: I Remember jako Kevin Koehler
- 2004 – 2007 oraz 2011: Gotowe na wszystko jako Zachary "Zach" Young
- 2004: Filip z przyszłości jako Troy
- 2004: Ostry dyżur jako Jason Bender (2000)
- 2003: Klinika pod kangurem jako Tom Butler
- 2003: Rodzinka z Manhattanu jako Devin
- 2003: Puls miasta jako T.J.
- 2000 – 2004: Boston Public jako Austin Cooper
- 2000: Ohio Normal jako Robert 'Robbie' Miller
- 2000: Na granicy światów jako ranny chłopiec
- 1999: Prawo i bezprawie jako Kyle Ackerman
- 1998 – 2002: Dzień jak dzień jako Brian
- 1997 – 2004: The Practice jako Scott Simpson Jr.
- 1996 – 2001: Nash Bridges
- 1996 – 2005: Nowojorscy gliniarze jako Josh Stover

## Nagrody
- Nagroda Gildii Aktorów Ekranowych Najlepszy zespół aktorski w serialu komediowym: 2005:Gotowe na wszystko